# Tratado de Livre-Comércio entre Chile e Estados Unidos

Exportações chilenas aos Estados Unidos (1995-2010).

O Tratado de Livre-Comércio entre os Estados Unidos da América e a República do Chile é um acordo comercial que reduz as barreiras tarifárias aplicadas a produtos de ambos os países, com o intuito de potencializar o intercâmbio comercial mútuo, uma vez que produtos com redução de impostos aduaneiros costumam apresentar preços mais favoráveis aos consumidores.
Este foi o primeiro acordo de livre-comércio firmado pelos Estados Unidos com um país da América do Sul. Sua assinatura ocorreu em Miami em 6 de junho de 2005, pela Ministra de Relações exteriores do Chile, Soledad Alvear, e pelo representante de Comércio dos Estados Unidos, Robert Zoellick.
O documento previa uma redução gradativa das taxas de importação entre os dois países, a ocorrer em um período de 12 anos.